# John Galsworthy
John Galsworthy (14 tháng 8 năm 1867 – 31 tháng 1 năm 1933) là nhà văn, nhà viết kịch người Anh đoạt giải Nobel Văn học năm 1932.

## Tiểu sử
John Galsworthy sinh ở Kingston Hill, Surrey, là con trai của một luật sư giàu có. Ông học phổ thông ở Harrow, học luật ở Đại học Oxford. Năm 1890 Galsworthy trở thành luật sư nhưng rồi bỏ nghề; năm 28 tuổi ông đi du lịch nhiều nơi ở Nga, châu Mỹ, châu Đại Dương và bắt đầu viết văn do chịu ảnh hưởng của người tình (lúc đó đang là vợ của một người anh em họ; bảy năm sau, 1904, họ mới cưới được nhau). Những tác phẩm đầu tiên của ông như Jocelyn, From The Four Winds (Bốn ngọn gió) được xuất bản dưới bút danh John Sinjohn.
Sự nghiệp văn học đích thực của John Galsworthy bắt đầu từ năm 1904 với tiểu thuyết The Island Pharisees (Đảo của những kẻ đạo đức giả), phê phán những tầng lớp giàu có trong xã hội; với tác phẩm này Galsworthy đã ký tên thật của mình. Bộ tiểu thuyết nổi tiếng nhất của ông là The Forsyte Saga (Truyện gia đình Forsyte) gồm 5 tác phẩm: ba tiểu thuyết The Man Of Property (Người tư hữu, 1906), In Chancery (Trong thòng lọng, 1920), To Let (Cho thuê, 1921), hai truyện ngắn Indian Summer of a Forsyte (Mùa hè muộn của Forsyte, 1917) và Awakening (Thức tỉnh, 1920), miêu tả nhiều thế hệ của một gia đình tư sản, phản ánh sự cố gắng làm giàu của giai cấp tư sản thời Nữ hoàng Victoria đến khoảng giữa hai cuộc chiến tranh (1886-1926); in trọn bộ năm 1922. Bộ tiểu thuyết thứ hai về gia đình Forsyte mang tên A Modern Comedy (Hài kịch hiện đại) được nhà văn hoàn thành năm 1928. Năm 1929 Galsworthy được tặng huân chương Huân công của Anh. Năm 1932 ông nhận giải Nobel, nhưng đã bị ốm quá nặng không thể đến dự lễ; gần hai tháng sau ông qua đời.
Với sự nghiệp sáng tác hơn 30 năm, John Galsworthy là một trong những tác giả lớn nhất của nền văn học Anh có khối lượng tác phẩm đồ sộ: 20 tiểu thuyết, 27 vở kịch, 3 tập thơ, 173 truyện ngắn, 5 tập tiểu luận, 700 bức thư và rất nhiều bút ký, ghi chép khác. Ông là một trong những người sáng lập và là Chủ tịch đầu tiên của International PEN (1921). John Galsworthy được tặng bằng danh dự của gần chục trường đại học, cao đẳng của nhiều nước trên thế giới. Ông mất ở Grove Lodge, Hampstead, London.

## Tác phẩm
- From The Four Winds (Bốn ngọn gió, 1897), tập truyện
- Jocelyn (1898), tiểu thuyết
- Villa Rubein (Biệt thự Rubein, 1900), tiểu thuyết
- The Island Pharisees (Đảo của những kẻ đạo đức giả, 1904), tiểu thuyết
- The Forsyte Saga (Truyện gia đình Forsyte), bộ tác phẩm gồm 3 tiểu thuyết, 2 truyện ngắn:
  - The Man Of Property (Người tư hữu, 1906)
  - Indian Summer of a Forsyte (Mùa hè muộn của Forsyte, 1917), truyện ngắn
  - In Chancery (Trong thòng lọng, 1920)
  - Awakening (Thức tỉnh, 1920), truyện ngắn
  - To Let (Cho thuê, 1921)
- The Silver Box (Chiếc hộp bạc, 1906), kịch
- The Country House (Điền trang, 1907), tiểu thuyết
- Fraternity (Tình anh em, 1909), tiểu thuyết
- Strife (Xung đột, 1909), kịch
- The Patrician (Nhà quý tộc, 1911), tiểu thuyết
- The Dark Flower (Bông hoa đen thẫm, 1913), tiểu thuyết
- The Mob (Băng đảng, 1914), kịch
- The Freelands (Đất tự do, 1915), tiểu thuyết
- Five Tales (Năm câu chuyện, 1917), tập truyện
- The Skin Game (Miếng đòn chết người, 1920), kịch
- Loyalties (Những người trung tín, 1922)
- A Modern Comedy (Hài kịch hiện đại, 1928), bộ ba tiểu thuyết và hai truyện gồm:
  - The White Monkey (Chú khỉ trắng, 1924)
  - A Silent Wooing (Thành công thầm lặng, 1927), truyện
  - The Silver Spoon (Chiếc thìa bạc, 1920)
  - Passers By (Người qua đường, 1927) truyện
  - Swan Song (Bài ca thiên nga, 1928)
- On Forsyte Change (Về sự thay đổi của nhà Forsyte, 1930), tuyển tập truyện ngắn
- End of the Chapter (Hết chương), bộ ba gồm:
  - Maid In Waiting (Cô gái chờ bạn, 1931)
  - Flowering Wilderness (Sa mạc nở hoa, 1932)
  - Over the River (Qua sông, 1933)